# P-селектин
P-селектин (CD62P, англ. P-selectin) — белок клеточной поверхности, относится к классу молекул клеточной адгезии, один из трёх селектинов. P-селектин находится в особых гранулах эндотелиальных клеток и активированных тромбоцитов. 

## Локализация
P-селектин синтезируется в эндотелиальных клетках и хранится в особых гранулах — «тельцах Вайбеля — Паладе». В случае повреждения ткани и последующей активации эндотелия P-селектин способен быстро экзоцитироваться из клетки на поверхность. Кроме этого, P-селектин находится в тромбоцитах (отсюда и название — P от англ. Platelet, тромбоцит), где локализуется в альфа-гранулах.

## Функция
Физиологическая роль P-селектина заключается в опосредовании адгезии лейкоцитов к активированному эндотелию в процессе острого воспаления. Он может действовать совместно с E-селектином, осуществляя на местах в ранний период воспаления специфическую адгезию нейтрофилов и моноцитов в участках острого процесса. Растворимая форма P-селектина, найденная в сыворотке и плазме, является продуктом протеолиза и, вероятнее всего, что это растворимый фрагмент, в котором отсутствует трансмембранный участок.